# 第一工学部
第一工学部（だいいちこうがくぶ）とは、かつて東京大学、日本大学に設置されていた学部（工学部）の名称である。

## 東京大学第一工学部
東京大学（東京帝国大学）に1942年から1951年まで存在した学部。略称一工。学科構成は第二工学部とほぼ一緒であった。学生は一工か二工かを選べず、両学部で学力が等しくなるようにした。

## 日本大学第一工学部
日本大学に短期間存在した学部。前身は理工学部経営工学科で、1965年設置。翌年に電気工学科と統計学科を加えて生産工学部と改称した。